# Colibrí de carpó daurat
El colibrí de carpó daurat (Urochroa leucura) és una espècie d'ocell de la família dels troquílids considerada per molts autors una subespècie del colibrí de Bouguer.

## Hàbitat i distribució
Habita boscos de muntanya i vegetació secundària, sovint a prop de corrents fluvials, al sud de Colòmbia, Equador oriental i nord-est del Perú.